# Tasta apluta
Tasta apluta là một loài bướm đêm trong họ Geometridae.